# HD 69830
HD 69830 — звезда, оранжевый карлик, которая находится в созвездии Корма на расстоянии 41 светового года от Земли. Искать севернее ρ Кормы и юго-западнее α Малого Пса. Вокруг звезды обращаются, как минимум, три планеты, а также пояс астероидов.

## Характеристики
В 2005 году космический телескоп «Спитцер» обнаружил пояс астероидов, движущийся вокруг звезды. Пояс астероидов казался намного больше и активнее пояса Солнечной системы. В 2006 году были подтверждены 3 планеты, сравнимые по массе с Нептуном, которые вращаются вокруг звезды и действуют как «пастухи» пояса астероидов.

## Планетная система

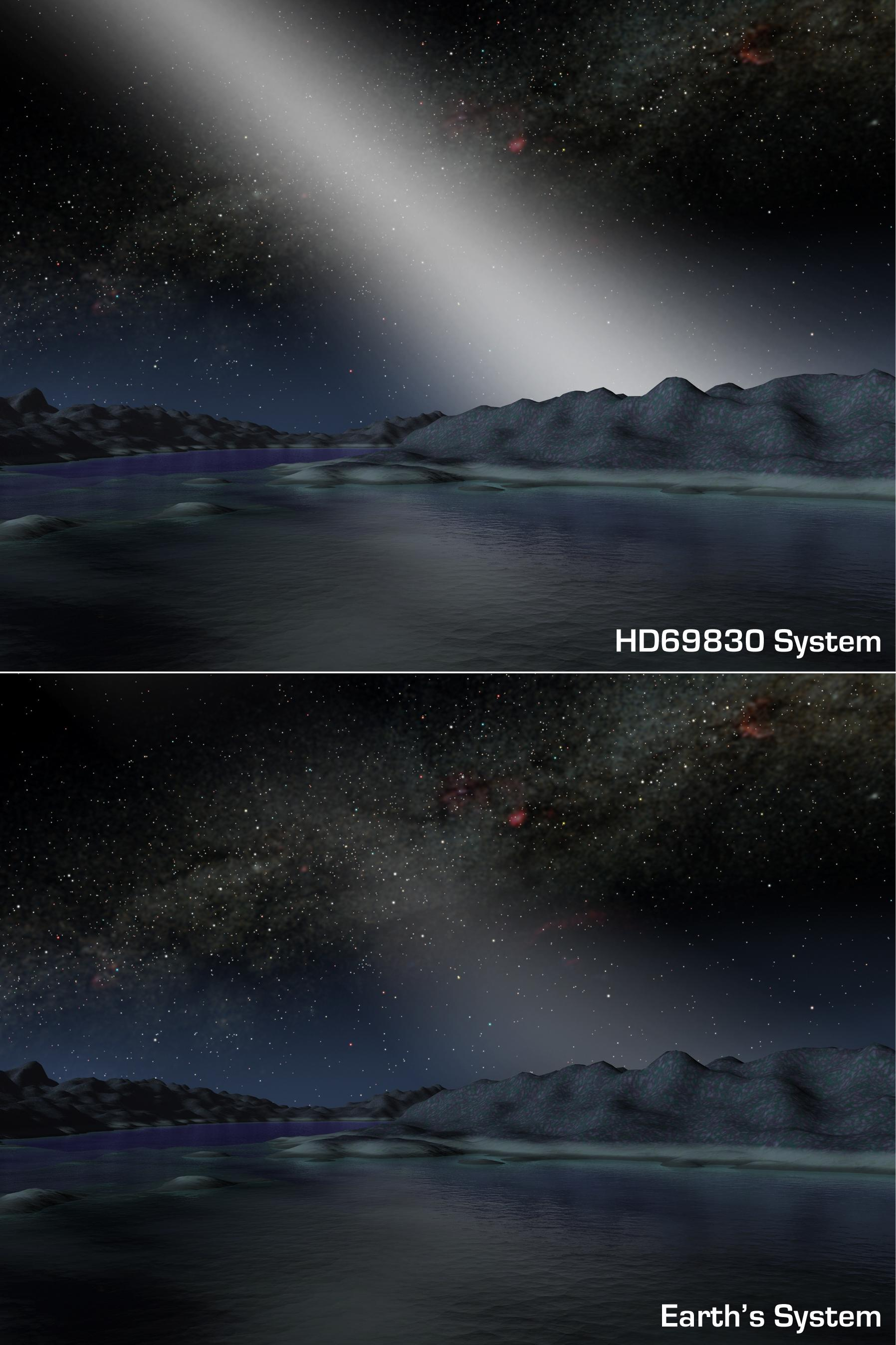
Сравнение ночного неба Земли и планеты системы HD 69830.

## Ближайшее окружение звезды
Следующие звёздные системы находятся на расстоянии в пределах 20 световых лет от HD 69830:
| Звезда    | Спектральный класс | Расстояние, св. лет |
| L 675-81  | M0 V               | 8,5                 |
| LP 844-28 | M V                | 9,0                 |
| L 820-19  | M6 V / ?           | 9,1                 |
| LHS 2106  | K-M V              | 9,5                 |
| LHS 2024  | M V                | 9,6                 |
| 9 Кормы   | F9-G2 V / ? / G4   | 14                  |
| HD 76151  | G2-3 V             | 18                  |
| HD 84117  | F9-G0 V            | 19                  |
| HD 63077  | G0 V / M V         | 20                  |